# Садырин, Павел Фёдорович
Па́вел Фёдорович Сады́рин (18 сентября 1942, Молотов, СССР — 1 декабря 2001, Москва, Россия) — советский футболист, выступавший на позиции полузащитника, позже советский и российский футбольный тренер. Мастер спорта СССР, заслуженный тренер РСФСР (1985), заслуженный работник физической культуры Российской Федерации (28 апреля 1993). В качестве игрока выступал за пермский клуб «Звезда» и за ленинградский «Зенит». По окончании карьеры игрока стал тренером, работавшим с «Зенитом», ЦСКА, херсонским «Кристаллом», казанским «Рубином», сборными России и Узбекистана.
В 1984 году Садырин привёл «Зенит» к первому в его истории титулу чемпиона СССР. В 1991 году он помог ЦСКА выиграть последний в истории чемпионат СССР и одержать первую с 1970 года победу в этом турнире, а также завоевать Кубок СССР, тем самым Садырин стал шестым в истории советского футбола тренером, оформившим «золотой дубль» с командой. Сборную России он вывел в финальную часть чемпионата мира 1994 года, однако из-за скандального «письма четырнадцати» лишился семи ключевых игроков основы, отказавшихся выступать за сборную, и в итоге не смог преодолеть со сборной групповой этап.
В 1995 году Садырин помог «Зениту» вернуться впервые с 1992 года в высшую лигу чемпионата России, однако в 1996 году из-за неудовлетворительных результатов и конфликта с руководством клуба был уволен. В последующие годы особых успехов на тренерском поприще он не снискал. Последний год жизни работал в ЦСКА, за два месяца до смерти из-за серьёзного ухудшения здоровья оставил пост главного тренера армейцев.

## Ранние годы
Павел Фёдорович Садырин родился 18 сентября 1942 года в городе Молотов (ныне Пермь). Отец — Фёдор Григорьевич, во время войны работал мастером в цеху закрытого завода, увлекался охотой и рыбалкой, а также мастерил разные изделия. Мать — Мария Павловна, врач-терапевт на том же заводе (умерла 10 февраля 2009 года). От родителей Павел унаследовал таланты изготавливать разные изделия (в том числе предметы быта), а также заниматься ремонтом техники. Однажды, когда Павел ещё ходил в детский сад, его чуть не похитила банда преступников, орудовавшая в военные годы в Перми: воспитатели вовремя подняли тревогу и отбили ребёнка у бандитов.
Павел с детства увлекался играми во дворе, в футбол играл с шести лет. Первые спортивные шаги делал в школе пермской «Звезды», в её системе он был с 1956 года. Чтобы он мог играть за взрослую команду, тренеры приписали юному Садырину год возраста.

## Игровая карьера
Садырин дебютировал в основном составе «Звезды» в 1959 году в классе «Б». Он совмещал игру за «Звезду» с учёбой в Пермском педагогическом институте, стремясь как можно скорее сдать все зачёты, чтобы успевать играть, и окончил институт в 1963 году. За клуб из Перми Садырин выступал до 1964 года в разных зонах РСФСР класса «Б». Позже к нему стали приходить предложения переехать выступать в Горький или Ленинград, и Садырин согласился на переход в ленинградский «Зенит».
В «Зенит» Садырин пришёл в 1965 году, имея восьмилетний комсомольский стаж. Считается, что внимание на Садырина тренеры ленинградцев обратили после товарищеского матча против сборной РСФСР из игроков низших дивизионов, в которой играл Садырин. В первом же домашнем матче за «Зенит» на стадионе имени Кирова он забил победный гол в ворота московского «Спартака» и завоевал поддержку со стороны болельщиков, а в том же году попал в список 33 лучших футболистов сезона (номер 3). В «Зените» Садырин отыграл всего 11 лет, с 1970 года являлся капитаном команды и её лидером (отыграл шесть сезонов как капитан). В год прихода в команду он вошёл в Комитет комсомола Ленинградского оптико-механического объединения, позже вступил в КПСС и стал парторгом «Зенита». В 1971 году Садырин стал лучшим бомбардиром клуба по итогам сезона, отличившись 8 раз (в том числе один раз с пенальти).
В 1975 году Садырин в возрасте 33-х лет завершил игровую карьеру из-за конфликта с главным тренером команды Германом Зониным. Руководство отказалось от Садырина, несмотря на попытки команды сохранить последнего. Всего он сыграл 333 матча за «Зенит» в чемпионатах СССР и забил 37 голов; в Кубке СССР провёл 27 матчей и забил 4 гола. По общему количеству матчей (360) занимал 6-е место в истории клуба, по количеству забитых мячей за клуб (41 гол) занимал 15-е место.
Садырин характеризовался как «работоспособный, хладнокровный, самоотверженный игрок», который выделялся широким диапазоном действий, обладал бойцовским характером и был дисциплинированным спортсменом. Несмотря на отсутствие высокой скорости, у Садырина был поставлен удар: он отлично бил как с правой, так и с левой ноги; хорошо исполнял штрафные и пенальти (16 голов с 11-метровой отметки). Болельщики в 1960-е годы говорили, что «Зениту» для победы в чемпионате СССР были бы нужны 11 «Садыриных». Имели место и инциденты на поле с участием Садырина: когда в одном из матчей чемпионата СССР «Зенит» в гостях проиграл одесскому «Черноморцу», один из болельщиков с букетом цветов выбежал на поле, чтобы передать их одному из защитников гостей, однако Садырин затеял драку с этим болельщиком и чуть не сорвал игру.

## Тренерская карьера

### 1978—1987: первый период в «Зените»
Окончив Ленинградский институт физической культуры имени П. Ф. Лесгафта, в 1975 году Садырин поступил в организованную Высшую школу тренеров, среди его однокурсников были Эдуард Малофеев, Виктор Прокопенко, Владимир Федотов, Геннадий Костылев. Садырин окончил школу в 1977 году с красным дипломом, стажировку проходил в Болгарии. В 1978 году он стал тренером дублёров «Зенита», приведя их к бронзовым наградам первенства СССР в 1981 году. С 1978 года он входил в тренерский штаб Юрия Морозова, а в 1983 году после ухода Морозова в киевское «Динамо» возглавил основную команду, причём Морозов лично порекомендовал Садырина как своего преемника. Первый же сезон под руководством нового тренера ленинградцы завершили на 4-м месте, дойдя до полуфинала Кубка СССР. По словам Сергея Веденеева, Садырин старался сделать каждую тренировку весёлой и интересной. Так, он предлагал игрокам пари на случай выполнения или невыполнения условия: например, игрок делал кувырок, если не выполнял на тренировке какое-то упражнение, а Садырин проносил на плечах вокруг поля игрока, который забивал дальним ударом гол в матче (один такой гол забил Алексей Степанов в ворота «Днепра», и Садырин выполнил обещание).
В 1984 году «Зенит» под руководством Садырина впервые за 40 лет вышел в финал Кубка СССР, но уступил в финале московскому «Динамо» со счётом 0:2. По словам Аркадия Афанасьева, в раздевалке после игры Садырин заявил, что если команда не взяла Кубок СССР, то она обязана выиграть чемпионат. В итоге «Зенит» добился исторического достижения, победив 21 ноября харьковский «Металлист» со счётом 4:1 и завоевав первый в своей истории титул чемпиона СССР. По воспоминаниям Садырина, только за три минуты до конца встречи, когда весь стадион встал в ожидании финального свистка, он окончательно поверил в свершившееся достижение. После игры он сохранил на память кусок газона, специально вырезанного со стадиона. Основу команды, выигравшей золотые медали чемпионата СССР в 1984 году, составляли воспитанники ленинградского футбола, а её лидерами были Юрий Желудков, Борис Чухлов и Михаил Бирюков. Многие из «зенитовцев» того поколения вызывались в юношеские и молодёжные сборные СССР, а также основную и олимпийскую команды. За этот успех Садырин получил в 1985 году почётное звание Заслуженного тренера РСФСР. Среди болельщиков «Зенита» зародилась кричалка «Самый лучший тренер в мире — Павел Фёдорыч Садырин!», позже ставшая популярной и среди болельщиков ЦСКА, а на стадионе имени Кирова даже появился транспарант шириной в два сектора с надписью «Павел Садырин — футбольный бог».
Болельщики предрекали Садырину ещё минимум 15 лет работы в клубе, однако команду стали раздирать внутренние противоречия. Отчасти их вызвал инцидент во время чествования чемпионского состава «Зенита» 12 января 1985 года, когда ряд игроков пришли на сцену в состоянии алкогольного опьянения, отчасти — споры по поводу премиальных, сопряжённые с неудовлетворительными результатами, и сложные отношения Садырина с предприятием ЛОМО, опекавшим «Зенит». В дальнейшем ленинградский клуб серьёзно сдал свои позиции в чемпионате СССР, занимая 6-е и 4-е места в 1985 и 1986 годах соответственно; в Кубке СССР оба раза команда выходила в полуфинал, проигрывая донецкому «Шахтёру», но при этом в 1985 году выиграла Кубок сезона. Апофеозом неудач «Зенита» стало поражение в Кубке европейских чемпионов 1985/1986 на стадии второго раунда от скромного финского «Куусюси» со счётом 3:4 по сумме двух встреч. Возмущение ленинградцев было настолько крупным, что на двери квартиры Садырина кто-то даже написал жёлтой краской «Куусюси»; игрокам и тренерскому штабу запретили в течение года выезжать за границу для товарищеских матчей.
В 1987 году ленинградцы были вынуждены бороться за сохранение места в высшей лиге, и после конфликта с группой из 16 игроков основного состава Садырин в июле 1987 года был уволен. Протестовавшие против присутствия Садырина игроки подписали письмо к руководству города, в котором обвиняли тренера во многих неудачах, только спустя много времени признав ошибочность подобного хода. По словам Афанасьева, после ухода Садырина большинство игроков клуба «закончились как футболисты»; по мнению Михаила Лохова, Садырин должен был избавиться от двух игроков команды, устраивавших «на базе посиделки с чаем и тортиками», чтобы он смог продолжить свою работу без каких-либо проблем, однако именно они и изгнали Садырина из команды.

### 1988—1992: «Кристалл» и первый период в ЦСКА
Непродолжительное время Садырин в 1988 году возглавлял херсонский «Кристалл», команду второй лиги. В Херсон Садырина пригласил представитель «Кристалла», убедив Садырина благодаря заявлению о прекрасных местах и возможностях порыбачить, да и сам Садырин из-за накопившейся усталости предпочёл Херсон московским клубам. Туда поехала вся семья. По воспоминаниям Дениса, сына Павла Садырина, на тренировках его отец давал упражнение «футбол — теннис» и даже приглашал команду на пляж. В январе 1989 года Садырин возглавил ЦСКА, выступавший в первой лиге: его предшественником на посту был Юрий Морозов, сосредоточившийся на работе в сборной СССР, но из состава команды к тому моменту намеревались уйти многие футболисты. По словам Игоря Корнеева, Садырин убедил многих игроков не покидать армейскую команду, а Дмитрий Кузнецов отметил, что на первом собрании всего «человека три-четыре ушло» по собственному желанию из команды.
По итогам сезона 1989 года Садырин вернул клуб в Высшую лигу, одержав уверенную победу в Первой лиге. Однако выступление ЦСКА сопровождалось разными опасными инцидентами. Так, после гостевой победы над «Шинником» со счётом 3:1 (в рамках Первой лиги) команда попала в автоаварию: переполненный микроавтобус РАФ-2203 перевернулся несколько раз, упав на бок, поскольку водитель не вписался в поворот и не смог вырулить. По счастливой случайности никто не пострадал, а игроков и тренеров позже забрал клубный автобус. Садырин отчитал администратора команды Виктора Кардивара, виновного в случившемся, и запретил игрокам ездить на подобных автомобилях в будущем. Другой гостевой матч против кутаисского «Торпедо» и вовсе мог стать договорным: Реваз Дзодзуашвили предложил 3000 рублей в обмен на ничью между ЦСКА и «Торпедо», однако армейцы обещанных денег перед игрой не получили, а грузинские игроки стали против них грязно играть, обвиняя в нарушении условий и не зная, что игрокам не передали никакого аванса. В ходе завязавшейся в перерыве потасовки Садырину разбили губу, а во втором тайме после того, как судья не засчитал гол кутаисцев (вратаря Ерёмина двое держали за руки), недовольные болельщики побежали за армейцами, и те заперлись в раздевалке. Только после долгих уговоров от главы города Кутаиси их убедили выйти на поле и доиграть матч. В ответном матче армейцы «отомстили» за выходку в Кутаиси, разнеся наголову гостей 8:1.
В 1990 году ЦСКА стал серебряным призёром чемпионата СССР, на три очка отстав от киевского «Динамо». В том же году ему предложили возглавить сборную СССР, однако Садырин взял самоотвод, сказав, что должен выполнить свои обязательства перед ЦСКА и выиграть чемпионат СССР. 23 июня 1991 года ЦСКА выиграл Кубок СССР, победив в финале московское «Торпедо» 3:2 — после того, как Юрий Тишков открыл счёт, у армейцев дважды отличился Игорь Корнеев; за 15 минут до конца основного времени Тишков сравнял счёт, но Олег Сергеев забил победный гол. Однако после Кубка команду ждал тяжелейший удар — на следующий день, 24 июня в автокатастрофе получил не совместимые с жизнью ранения основной вратарь команды Михаил Ерёмин, скончавшийся 30 июня. Игроки и тренер на похоронах Ерёмина поклялись выиграть любой ценой чемпионат СССР, розыгрыш которого в итоге оказался последним в истории СССР. Этот чемпионат был омрачён скандалами и трагедиями: 19 июля, в день матча 20-го тура в гостях против «Арарата» москвичи наотрез отказались «сдавать» матч и победили 1:0, забив на 89-й минуте, вследствие чего взбешённые результатом болельщики разгромили раздевалку и даже побили Садырина. Игроки ЦСКА решили выломать душевые трубы, чтобы отбиваться от хулиганов, а в отношении нападавших в итоге не было применено никаких санкций. Очередной скандал разразился в гостевом матче против донецкого «Шахтёра», когда с трибун в игроков полетели бутылки: футболисты полчаса стояли в центре поля, и для эвакуации армейцев был задействован ОМОН. И всё же ЦСКА опередил в борьбе за чемпионство московский «Спартак» и досрочно в предпоследнем туре впервые с 1970 года стал чемпионом СССР, оформив тем самым «золотой дубль». Садырин стал шестым тренером, которому удалось выиграть чемпионат СССР с двумя разными командами.
По воспоминаниям Кузнецова, Садырин в шутку называл своих подопечных в ЦСКА «козлами». Отправной точкой послужил случай, когда игроки после одного из матчей отмечали победу шампанским, спрятавшись в потайной комнате около душевой кабинки, где их и поймал Садырин, отчитав за неподобающее поведение и запретив подобные празднования в будущем. В 1992 году ЦСКА дошёл до финала Кубка СССР-СНГ, но в финальном матче уступил московскому «Спартаку». Уходу Садырина из ЦСКА способствовали не только предложение возглавить сборную России, но и скандал в связи с тем, что журналисты приписали ему высказывание о договорном характере матча ЦСКА и владикавказского «Спартака», после чего матчем всерьёз занялись в ФИФА и УЕФА. Однако Садырин оставался куратором клуба как минимум в 1993 году, консультируя тренерский штаб в матчах Лиги чемпионов УЕФА.

### 1992—1994: сборная России
16 июля 1992 года Садырин покинул ЦСКА и был назначен первым тренером новообразованной сборной России по футболу: её предшественница, сборная СНГ, которая выступала под руководством Анатолия Бышовца на чемпионате Европы того же года в Швеции, потерпела фиаско в финальном турнире. Идею возглавить сборную Садырину предложил президент РФС Вячеслав Колосков. В опубликованном в декабре 1992 года интервью, которое взяла Елена Вайцеховская для газеты «Спорт-Экспресс», Павел Фёдорович заявил, что считает сборную для себя на текущий момент самым главным делом в его жизни, и исключил возможность трудоустройства за границей. По его словам, на тот момент не было никаких средств, ради которых он мог бы оставить сборную. Под руководством Садырина сборная России провела уверенно отбор в зоне УЕФА к чемпионату мира 1994 года, финальная часть которого проходила в США, и заняла второе место в группе, уступив первое место в очной борьбе сборной Греции — 17 ноября 1993 года в матче против греков, который уже не имел турнирного значения, подопечные Садырина проиграли со счётом 0:1 при неубедительной игре со своей стороны, что отчасти было вызвано мыслями о грядущей жеребьёвке финального этапа, и при неквалифицированном судействе (забитый россиянами гол был отменён из-за сомнительного положения «вне игры»). Однако этот матч послужил поводом для «письма четырнадцати» — одного из самых громких скандалов в истории сборной России. В раздевалке Колосков раскритиковал игроков за неудовлетворительную игру и упомянул о спонсорском контракте с Reebok, по которому игроки должны выступать на чемпионате мира в бутсах этой фирмы. Более того, Колосков заявил, что контракт был подписан им самим, Никитой Симоняном и Павлом Садыриным.
Тогда четырнадцать игроков сборной России выразили свой протест, возмутившись игнорированием интересов команды, и составили открытое письмо, в котором выразили своё недовольство условиями, создаваемыми для сборной чиновниками РФС. В письме оглашались требования улучшить материально-техническое оснащение сборной и пересмотреть положение о премиальных за выход в финальную часть чемпионата мира, однако также там было выдвинуто требование убрать Садырина и назначить на его место Бышовца. Формально игроки в письме выразили несогласие с тренировочным процессом и методами подготовки от Садырина, хотя на деле до этого претензий к тренеру не имели вообще — они были недовольны лишь его решением поддержать Колоскова в конфликте между РФС и игроками. Идею письма предложил Игорь Шалимов, которому уже после смерти Садырина болельщики на трибунах нередко припоминали этот поступок, всячески осуждая Шалимова. Садырин отказался уходить в отставку и уступать место Бышовцу, заручившись поддержкой со стороны РФС и Колоскова лично — в беседе с Шамилем Тарпищевым президент РФС заявил, что интересы команды выше амбиций отдельных игроков, и футболисты не имеют права решать вопросы кадрового уровня. Это позволило ему остаться во главе сборной и повезти её на чемпионат мира, а все подписавшие письмо фактически объявили об отказе играть на турнире, если не будет снят Садырин. Позже Садырин заявил, что готов был обсудить тему с игроками в спокойной обстановке, а не в раздевалке в присутствии посторонних лиц, и высказал версию о том, что идея с письмом была провокацией от Анатолия Бышовца и журналиста Олега Кучеренко, которого Садырин иронически назвал «верным оруженосцем Бышовца». Более того, Садырин намекал на то, что подписи игроки проставили заранее, а текст письма был подготовлен уже позже, и его отправили людям из окружения президента России Бориса Ельцина. По словам Игоря Добровольского, уже в гостиничном номере Садырин сказал им, что никакого контракта с Reebok не подписывал, однако в присутствии Колоскова он об этом сказать якобы не мог.
Позже семь человек отказались от своих подписей: некоторые из них (например, Олег Саленко) полагали, что выдвигают требования только об отношении федерации к игрокам, но не о главном тренере, появление условия отставки которого искренне потрясло самого Саленко. Остальные семь (в том числе Шалимов) отказались возвращаться наотрез, хотя признавали, что их конфликт с Садыриным был сугубо профессиональным и что их решение не ехать в сборную приведёт к катастрофическим последствиям на чемпионате мира. Вследствие этого в прессе о них критично высказывались: по словам Андрея Канчельскиса, Садырин во время конфликта с «письмом четырнадцати» выражался в отношении подписавших письмо игроков «нелестными» и «грубыми эпитетами». Всё это время Садырин находился под невероятно сильным давлением и намеревался уйти в отставку по окончании чемпионата мира вне зависимости от выступления российской сборной. Отсутствие других семи игроков, подписавших письмо, во многом предопределило невыход сборной России из группового этапа. Она уступила Бразилии со счётом 0:2 и Швеции со счётом 1:3, обыграла Камерун со счётом 6:1 и заняла 3-е место в группе, не пройдя в 1/8 финала по дополнительным показателям. При этом Олег Саленко с 6 забитыми мячами (из них 5 были забиты в ворота Камеруна) разделил титул лучшего бомбардира с болгарином Христо Стоичковым. 28 июля 1994 года на исполкоме Российского футбольного союза была принята отставка Садырина с поста тренера сборной. Всего он руководил сборной в 23 матчах, в которых Россия одержала 12 побед, 6 матчей свела вничью и 5 проиграла.
По словам президента РФС Вячеслава Колоскова, история с «письмом четырнадцати» и последующее хамство со стороны некоторых его противников могли серьёзно подорвать здоровье Садырина; это же косвенно подтверждали многие игроки, работавшие под руководством тренера. В одном из интервью Садырин заявил, что причиной провала стал поздний приезд в сборную игроков «Спартака», которые якобы по указанию Олега Романцева отказывались ехать в национальную команду. Многие из игроков сожалели о поспешно принятом решении бойкотировать чемпионат мира, ссылаясь на то, что не разобрались в ситуации. Супруга Павла Садырина Татьяна Яковлевна уверяла, что муж всё же простил игрокам подобный поступок, поскольку не был злым или мстительным, а виновники скандала были не среди игроков. Администратор сборной Сергей Хусаинов утверждал, что после чемпионата мира встретился с Садыриным на гостевом матче «Зенита» против тольяттинской «Лады», в котором питерцы победили: отметив победу выпивкой, Садырин попросил прощения у Хусаинова за скандал с «письмом четырнадцати». Сам тренер подробно не комментировал случившееся, ограничиваясь словами о том, что «вычеркнул из своей жизни» два года на посту тренера сборной России, хотя, по словам Дениса Садырина, согласился дать интервью одному журналисту по поводу работы в сборной, но «не под запись». Согласно журналу «Коммерсантъ-Власть», Садырин утверждал, что его тренерская зарплата составляла 200 долларов в месяц, в то время как игравшие под его руководством в сборной легионеры зарабатывали ежемесячно десятки тысяч долларов, а сам он не мог им ни на что указать.

### 1994—1996: второй период в «Зените»
После ухода из сборной Садырин намеревался вернуться в ЦСКА, однако его контракт с «армейцами» сорвался из-за прихода на пост тренера Александра Тарханова, и около полугода Садырин оставался вообще без работы. По словам Шамиля Тарпищева, Садырина чуть не лишили квартиры, и Тарпищеву пришлось лично идти к министру обороны Павлу Грачёву и разрешать возникшую проблему. Позже, отдыхая на даче под Выборгом, Садырин принял телефонный звонок от мэра Санкт-Петербурга Анатолия Собчака, который предложил ему возглавить «Зенит», и тренер принял это предложение. 1 ноября 1994 года Садырин возглавил «Зенит», вылетевший из Высшей лиги чемпионата России два года тому назад и выступавший в Первой лиге.
По итогам сезона 1995 «Зенит» вернулся в Высшую лигу, но в следующем году занял только 10-е место, одержав несколько ярких побед над более классными командами. Так, в одном из интервью Садырин заявил, что вышел с «Зенитом» в Высшую лигу, чтобы обыграть «Спартак» — и 16 июля 1996 года «Зенит» одержал победу над москвичами, хотя главным тренером «Спартака» тогда был Георгий Ярцев, а не Олег Романцев, покинувший пост главного тренера в 1996 году (и являвшийся тогда президентом клуба) ради сосредоточения на работе в сборной России. По ходу чемпионата России Садырин нередко выдвигал свои предложения по финансовой политике клуба — докупить трёх игроков на 600 000 долларов или повысить игрокам зарплату с 500 до 2000 долларов (столько платила своим игрокам шедшая на 18-м месте в чемпионате России «Лада»). С его подачи по прогрессивной шкале была составлена схема премиальных, по которой игроки теоретически могли получить по 100 000 долларов за победу в чемпионате России; усилиями Садырина были продлены контракты клуба с нужными игроками.
Однако отношения Садырина с руководством клуба портились быстро: одним из поводом были взаимные обвинения Садырина и руководства в организации договорных матчей. По мнению президента АО «Жилсоцстрой» Николая Ивлева, в 1996 году клуб провёл от четырёх до шести подобных встреч, однако ни в одном из случаев факт сговора «Зенита» с противниками доказать не удалось. Садырин публично критиковал деятельность тогдашнего президента клуба Виталия Мутко, обвиняя его в организации всех договорных матчей, но аналогичные обвинения в «сдаче» матчей поступали и от акционеров в адрес самого Садырина: те пытались всячески выдворить его, считая, что при нём команда «не выживет». Сам Садырин отрицал все факты предложения о сдаче матчей. Поражение от «Спартака» в ноябре 1996 года, случившееся по причине неубедительной игры вратаря петербуржцев Романа Березовского, породило очередной конфликт между Садыриным и руководством клуба.
4 ноября 1996 года руководство «Зенита» приняло решение расстаться с Павлом Садыриным и назначить вместо него Анатолия Бышовца. По контракту зарплата Бышовца должна была составить 5000 долларов в месяц, в то время как Садырин получал 2000 долларов «чистыми» в месяц и называл себя самым низкооплачиваемым тренером чемпионата России. Об увольнении Садырину сообщили 7 ноября, что он воспринял крайне тяжело: утверждалось даже, что он неделю пролежал в больнице с сердечным приступом, хотя его сын Денис факт приступа отрицал. Возможной причиной его увольнения могли быть и обвинения в адрес руководства «Зенита» в организации тех самых договорных матчей. В знак протеста против увольнения Садырина болельщики устроили демонстрацию на Дворцовой площади. Вместе с тем по числу официальных матчей, проведённых в роли главного тренера «Зенита» за всю свою тренерскую карьеру, Садырин с 262 играми занимает 2-е место после Юрия Морозова, из этих встреч «Зенит» выиграл 125.

### 1997—2000: второй период в ЦСКА, «Рубин» и сборная Узбекистана
4 января 1997 года Садырин вернулся в ЦСКА, а за ним последовали три игрока «Зенита» — Максим Боков, Владимир Кулик и Дмитрий Хомуха. Однако возвращение Садырина в ЦСКА в целом не повлияло положительно на положение дел армейского клуба. Конфликт между Садыриным и Бышовцем обострялся: после одной из встреч между ЦСКА и «Зенитом» оба на пресс-конференции, сидя за одним столом и отвернувшись друг от друга, нелицеприятно высказывались друг о друге. Также, по одной из версий, в те годы болельщики «Спартака» из неприязни к своему принципиальному противнику стали называть Садырина с трибун «Псом» (по некоторым данным — по первым буквам имени и фамилии); позже это прозвище «закрепилось» за Валерием Газзаевым.
В первом круге чемпионата России 1998 года ЦСКА выиграл всего 3 матча, проиграв 7 встреч, и 2 июля 1998 года Садырин подал в отставку, уступив пост Олегу Долматову, при котором клуб выдал феноменальную серию из 14 побед подряд во втором круге. 16 декабря 1998 года Садырин возглавил казанский «Рубин», который в 1999 году занял лишь 7-е место в первом дивизионе. Контракт Садырина с клубом истёк 31 декабря: к тому моменту ему поступило предложение возглавить петербургский «Локомотив». 8 марта 2000 года Садырин был назначен главным тренером сборной Узбекистана, которая под его руководством провела лишь гостевой товарищеский матч 18 мая против сборной Таиланда (0:2). Несмотря на ведение переговоров с РФС о товарищеском матче между сборными России и Узбекистана, 3 июня 2000 года Садырин покинул сборную Узбекистана и в третий раз за карьеру возглавил ЦСКА.

### 2000—2001: ЦСКА и последний год жизни
Садырин пришёл в команду, когда она после 10 туров занимала 13-е место в чемпионате России, в итоге сезон 2000 года ЦСКА завершил на 8-й позиции, в розыгрыше кубка страны в 1/8 финала уступил на своём поле «Анжи» (1:3), а в Кубке УЕФА вылетел в первом раунде от датского «Виборга», пропустив единственный мяч в дополнительное время ответного матча. На послематчевой пресс-конференции следующего календарного матча сравнил существовавшие на тот момент условия подготовки игроков и соответствующую инфраструктуру в России и небольшом датском городе, заявив, что «они профессионалы, а мы любители с голой задницей» и что отсюда вытекало отсутствие необходимого уровня мастерства у российских игроков.
К моменту своего третьего прихода в ЦСКА Садырин уже был тяжело болен: у него констатировали рак предстательной железы, причём опухоль была неоперабельной. Врачи установили, что серьёзное заболевание было отчасти вызвано и эмоциональной стрессовой ситуацией конца 1996 года, когда Садырина уволили из «Зенита». Усугубил состояние здоровья Садырина и перелом шейки бедра, полученный 11 ноября 2000 года на базе клуба в Архангельском накануне матча против московского «Локомотива». 10 ноября Садырин отправился на базу, заявив, что собирается переговорить с Гинером по поводу нового стадиона на Песчаной улице. Утром 11 ноября он решил расчистить заваленную снегом базу без помощи штатного дворника, поскользнулся на крыльце и неудачно упал. Матч против «Локомотива» армейцы выиграли, а Юрий Сёмин заявил, что победа была нужнее именно для пострадавшего Садырина. В начале 2001 года Садырин перенёс операцию и начал учиться ходить на костылях, в дальнейшем он не мог передвигаться без трости. В то же время руководство клуба всячески боролось за то, чтобы Садырин остался во главе команды. В 2001 году президентом клуба стал Евгений Гинер, который отдал должное Садырину и позволил ему работать столько времени, сколько тот сможет. Изначально Гинер пытался уговорить Павла Фёдоровича завершить карьеру и уехать в санаторий для дальнейшего лечения: немецкие врачи, которые провели курс процедур, настаивали на немедленном прекращении тренерской карьеры Садыриным ради сохранения его здоровья, но тот уверял, что «умрёт без футбольного поля». В итоге Гинер так и не решился отправить Садырина в отставку, однако выделил для него охрану.
В последний год работы Садырина результаты ЦСКА не отличались особой стабильностью: ЦСКА проиграл первые четыре матча подряд, но затем выдал беспроигрышную серию из 19 матчей подряд (9 побед), длившуюся до 15 сентября, когда ЦСКА проиграл «Локомотиву» 2:3. Однако 18 августа 2001 года случилось очередное потрясение: во время игры против «Анжи» вратарь Сергей Перхун получил тяжелейшую травму головы в результате столкновения с Будуном Будуновым, впал в кому и, несмотря на усилия врачей, скончался 28 августа. Пресса сравнивала случившееся с гибелью Михаила Ерёмина, случившейся за 10 лет до этого. Трагедия привела к серьёзному ухудшению состояния здоровья Садырина. По словам Татьяны Яковлевны, Садырин нередко заявлял о своей косвенной вине в гибели Ерёмина и Перхуна, за которыми «не уследил», а к самому Перхуну во время своей работы в ЦСКА относился как к родному сыну.
В ночь с 29 на 30 сентября 2001 года, перед выездным матчем против «Зенита» у Садырина подскочила температура, и он пролежал до утра под капельницей, решившись поехать на матч только в самый последний момент. Этот матч стал последним в карьере Садырина, а тренером команды соперника был Юрий Морозов, под руководством которого Садырин начинал свою тренерскую карьеру. После первого тайма счёт был 1:1, однако во втором тайме «Зенит» разгромил «армейцев», выиграв со счётом 6:1. Позже Анатолий Бышовец высказывал своё восхищение тому, что тяжело больной Садырин нашёл в себе силы вывести ЦСКА на гостевую встречу. 2 октября Садырин официально покинул пост тренера «армейцев», а обязанности главного тренера стал исполнять второй тренер Александр Кузнецов, который и выступал вместо него на пресс-конференции после игры против петербуржцев. Павла Фёдоровича увезли на срочное лечение в Германию, которое, однако, не дало никаких положительных результатов. В Мюнхене состоялась встреча Садырина с Олегом Романцевым, отношения между которым испортились ещё во время скандала с «письмом четырнадцати». По словам Александра Львова, тогда состоялось примирение двух тренеров.
Последние дни Садырин провёл в военном госпитале имени Бурденко: последним, с кем он виделся, был его сын Денис, который посетил его 1 декабря 2001 года. Вечером того же дня в 21:40 по московскому времени на официальном сайте ЦСКА появилось сообщение о кончине Павла Фёдоровича Садырина. Причиной смерти был назван неоперабельный рак предстательной железы. По словам Александра Кузнецова, Павел Фёдорович до последнего надеялся на выздоровление. Он был похоронен на Кунцевском кладбище; на его могилу и по сей день приносят цветы и шарфы болельщики ЦСКА и «Зенита».

## Тренерский стиль
Садырин называл своими учителями в футболе Юрия Морозова, Валерия Лобановского и Гавриила Качалина. Он стал известен как «тренер-психолог» и «тренер-мотиватор», который умел находить подход к игрокам и налаживать отношения в коллективе благодаря познаниям в психологии. По оценке Аркадия Афанасьева и Олега Саленко, Садырин в некотором роде опередил время, начав вести работу по западному образцу, не вмешиваясь в финансовые дела, а занимаясь исключительно тренерской работой и строя доверительные отношения с игроками. Садырин одним из первых начал разглядывать в игроках универсализм, с ними он нередко беседовал об интересующих их нюансах игры. Как психолог, Садырин мог найти правильный подход к подопечным в любой ситуации. Современниками характеризовался как «прямой, но исключительно объективный» человек, целеустремлённый и намеренный доводить работу до конца.
В 1992 году в интервью Елене Вайцеховской Садырин сказал, что при подборе состава на матчи сборной всегда учитывал информацию, которую ему передавали второй тренер, помощники, врач и массажист. Павел Фёдорович уверял, что если травмированный игрок желал выйти на поле и даже внушал себе, что у него нет травмы, то только врач или массажист могли это заметить и предупредить об этом тренера. Исходя из этого, Садырину приходилось принимать решение, выпускать ли игрока или не включать его из-за опасения усугубить травму или нарушить игру. Он также исключал из сборной любого игрока, который во время матчей не дорабатывал до конца эпизоды: подобную политику он объяснял тем, что в клубной команде допустимы эксперименты в составе благодаря обилию матчей в календаре, в то время как сокращённый календарь встреч сборной исключал и право на эксперименты, и право на ошибку. В то же время, несмотря на признание наличия некоторых «любимчиков» среди игроков, Садырин старался относиться к игрокам абсолютно ровно, а при наличии двух одинаковых кандидатов на одну позицию выбирал того, кто более коммуникабелен и кого более уважает команда.

## Игровая статистика
| Сезон            | Клуб              | Чемпионат                | Чемпионат | Чемпионат | Кубок      | Кубок | Кубок | Итого | Итого |
| Сезон            | Клуб              | Турнир                   | Игры      | Голы      | Турнир     | Игры  | Голы  | Игры  | Голы  |
| ---------------- | ----------------- | ------------------------ | --------- | --------- | ---------- | ----- | ----- | ----- | ----- |
| 1959             | Звезда (Пермь)    | Класс «Б», 6 зона        | -         | -         | Кубок СССР | -     | -     | -     | -     |
| 1960             | Звезда (Пермь)    | Класс «Б», РСФСР, 4 зона | -         | -         | Кубок СССР | -     | -     | -     | -     |
| 1961             | Звезда (Пермь)    | Класс «Б», РСФСР, 5 зона | -         | -         | Кубок СССР | 1     | 1     | 1     | 1     |
| 1962             | Звезда (Пермь)    | Класс «Б», РСФСР, 4 зона | 29        | 5         | Кубок СССР | -     | -     | 29    | 5     |
| 1963             | Звезда (Пермь)    | Класс «Б», РСФСР, 4 зона | 30        | 3         | Кубок СССР | -     | -     | 30    | 3     |
| 1964             | Звезда (Пермь)    | Класс «Б», РСФСР, 2 зона | -         | -         | Кубок СССР | -     | -     | -     | -     |
| Итого (Звезда)   | Итого (Звезда)    | Итого (Звезда)           | 59        | 8         |            | 1     | 1     | 60    | 9     |
| 1965             | Зенит (Ленинград) | Класс «А», первая группа | 30        | 3         | Кубок СССР | 1     | 0     | 31    | 3     |
| 1966             | Зенит (Ленинград) | Класс «А», первая группа | 36        | 2         | Кубок СССР | 3     | 0     | 39    | 2     |
| 1967             | Зенит (Ленинград) | Класс «А», первая группа | 33        | 2         | Кубок СССР | 1     | 0     | 34    | 2     |
| 1968             | Зенит (Ленинград) | Класс «А», первая группа | 33        | 3         | Кубок СССР | 1     | 0     | 34    | 3     |
| 1969             | Зенит (Ленинград) | Класс «А», первая группа | 31        | 0         | Кубок СССР | 1     | 0     | 32    | 0     |
| 1970             | Зенит (Ленинград) | Класс «А», высшая группа | 26        | 0         | Кубок СССР | 4     | 1     | 30    | 1     |
| 1971             | Зенит (Ленинград) | Высшая лига              | 29        | 8         | Кубок СССР | 2     | 0     | 31    | 8     |
| 1972             | Зенит (Ленинград) | Высшая лига              | 30        | 9         | Кубок СССР | 6     | 2     | 36    | 11    |
| 1973             | Зенит (Ленинград) | Высшая лига              | 30        | 6         | Кубок СССР | 4     | 1     | 34    | 7     |
| 1974             | Зенит (Ленинград) | Высшая лига              | 30        | 3         | Кубок СССР | 2     | 0     | 32    | 3     |
| 1975             | Зенит (Ленинград) | Высшая лига              | 25        | 1         | Кубок СССР | 2     | 0     | 27    | 1     |
| Итого (Зенит)    | Итого (Зенит)     | Итого (Зенит)            | 333       | 37        |            | 27    | 4     | 360   | 41    |
| Итого за карьеру | Итого за карьеру  | Итого за карьеру         | 392       | 45        |            | 28    | 5     | 420   | 50    |

## Тренерская статистика
| «Зенит» (Ленинград) | Союз Советских Социалистических Республик          | 1 января 1983   | 30 июня 1987    | 181 | 86  | 42  | 53  | 47,51 |
| «Кристал» (Херсон)  | Союз Советских Социалистических Республик          | 1 января 1988   | 31 декабря 1988 | 50  | 16  | 15  | 19  | 32,00 |
| ЦСКА (Москва)       | Союз Советских Социалистических Республик · Россия | 1 января 1989   | 17 июля 1992    | 136 | 80  | 33  | 23  | 58,82 |
| Сборная России      | Россия                                             | 16 июля 1992    | 28 июля 1994    | 23  | 12  | 6   | 5   | 52,17 |
| «Зенит» (СПб)       | Россия                                             | 1 января 1995   | 26 ноября 1996  | 81  | 41  | 9   | 31  | 50,62 |
| ЦСКА (Москва)       | Россия                                             | 23 января 1997  | 2 июля 1998     | 54  | 17  | 14  | 23  | 31,48 |
| «Рубин»             | Россия                                             | 17 декабря 1998 | 16 декабря 1999 | 43  | 18  | 12  | 13  | 41,86 |
| Сборная Узбекистана | Узбекистан                                         | 1 апреля 2000   | 20 мая 2000     | 1   | 0   | 0   | 1   | 00,00 |
| ЦСКА (Москва)       | Россия                                             | 1 июля 2000     | 2 октября 2001  | 46  | 20  | 14  | 12  | 43,48 |
| Всего               | Всего                                              | Всего           | Всего           | 615 | 290 | 145 | 180 | 47,15 |

## Достижения

### Командные
«Зенит»:
- Чемпион СССР: 1984
- Обладатель Кубка сезона: 1985
- Бронзовый призёр Первой лиги ПФЛ: 1995
- Финалист Кубка СССР: 1984

ЦСКА:
- Чемпион СССР: 1991
- Серебряный призёр чемпионата СССР: 1990
- Обладатель Кубка СССР: 1990/91
- Победитель Первой лиги СССР: 1989

### Личные
- В списке 33 лучших футболистов сезона (1965 год, № 3)[4]
- Мастер спорта СССР[4]
- Заслуженный тренер РСФСР (1985)[4]
- Заслуженный деятель физической культуры Российской Федерации (28 апреля 1993)[4]

### Государственные и общественные награды
- Медаль «За спасение погибавших» (7 февраля 1996) — за мужество и самоотверженность, проявленные при исполнении служебного и гражданского долга[67]
- Медаль ордена «За заслуги перед Отечеством» II степени (6 сентября 1997) — за заслуги перед государством, большой вклад в развитие физической культуры и спорта и в связи со 100-летием отечественного футбола[68]
- Почётный диплом Законодательного собрания Санкт-Петербурга (1997)[12]

## Личная жизнь
Садырин был два раза женат. В браке с первой супругой, Галиной Николаевной (ум. 1991), родился сын Денис, окончивший Финансово-экономический институт и работавший в банке, позже перешедший в дорожное строительство. Со второй супругой Татьяной Яковлевной Садырин прожил до конца дней. Он познакомился с ней в Московском институте физкультуры, где она работала. У Татьяны был сын от первого брака Михаил Костюков, общих детей с Садыриным не было. Внучка Анастасия и внук Иван родились уже после смерти Садырина.
Среди близких друзей Садырина были Борис Игнатьев, Эдуард Малофеев, Георгий Вьюн и Юрий Сёмин, а также Александр Розенбаум, которого Садырин приглашал на «зенитовскую» базу в Удельной, чтобы разрядить обстановку в команде, а иногда даже брал в автобус на игры, хотя Ленинградский обком КПСС активно противился присутствию Розенбаума. В 1984 году Александр Яковлевич даже сидел на тренерской скамье рядом с Садыриным в «золотом» матче чемпионата СССР. Основным хобби Садырина была рыбалка: на одном из сборов подопечных в Финляндии он ловил рыбу и варил уху для команды, а однажды в подарок от болельщиков ЦСКА получил надувную лодку. Также в бытность игроком Садырин любил играть в шашки, бильярд и настольный теннис, в дальнейшем коллекционировал брелоки. Он также очень любил собак, взяв одну дворнягу по кличке Муха и поселив её на базе ЦСКА, а одного из её щенков по кличке Толстый отвёз в Петербург и в дальнейшем не раз навещал Толстого. Садырин мог помочь в любых житейских делах, в том числе с ремонтом техники — в свободное время он делал что-то по хозяйству, в том числе помогал соседям и друзьям, ремонтируя автомобиль или делая электропроводку на даче. Отличался потрясающим чувством юмора, родными и близкими характеризовался как жизнерадостный и оптимистичный человек, но при этом не любивший лицемерия и фальши. Современники отмечали огненный и импульсивный характер Садырина, проявлявшийся во время споров с судьями, но называли его крайне отходчивым человеком, поскольку большую часть матча он молчал, всё «храня в себе», и после матча мог высказать всё что угодно.
Садырин также был известен участием в нескольких операциях по спасению людей в чрезвычайных ситуациях. Так, в октябре 1968 года в Баку за сутки до игры «Зенита» против «Нефтчи» прошёл сильный ливень. В тот день Садырин вместе с одноклубниками, вратарём Львом Белкиным и защитником Василием Даниловым пребывали в номере на первом этаже гостиницы «Азербайджан». Они разговаривали друг с другом, когда их позвал директор гостиницы, который сообщил, что в подвальном помещении под напором воды лопнуло стекло в небольшом окне, и подвал стало затапливать. Там находилась телефонистка, которая успела сообщить директору о случившемся, прежде чем в подвале погас свет. Садырин вместе с одноклубниками спас телефонистку, однако об этом не любил рассказывать, утверждая, что все игроки тогда действовали по обстановке. Позже Данилов утверждал, что женщину спас именно он, а не Садырин.
Ещё одна история гласила, что Садырин однажды решил заправить машину по дороге на дачу. У бензоколонки, где он решил заправляться, стояла другая машина, в которой сидел ребёнок — женщина оставила его там и пошла оплачивать заправку. Внезапно её автомобиль стал загораться, Садырин немедленно потушил горящую машину и отогнал её на безопасное расстояние, а ребёнок отделался лёгким испугом.
В 1995 году Павел Садырин, давая интервью Эрнесту Серебренникову в эфире Пятого канала на тренировочной базе «Зенита» в Удельной, услышал крики о помощи: в пруду на базе тонул 12-летний Алексей Базлов. Садырин бросился спасать мальчика и вытащил его из пруда. По воспоминаниям супруги тренера Татьяны Яковлевны, в воде не было видно абсолютно ничего. Усилия Садырина были отмечены на государственном уровне: указом Президента Российской Федерации Бориса Ельцина от 7 февраля 1996 года тренер был награждён медалью «За спасение погибавших».

## Память
12 мая 2002 года ЦСКА выиграл финальный матч Кубка России, обыграв со счётом 2:0 «Зенит»; капитан «армейцев» Сергей Семак в интервью заявил, что команда посвятила победу Павлу Садырину. 21 сентября того же года на стадионе «Песчаное» состоялся матч памяти Садырина между чемпионскими составами «Зенита» 1984 года и ЦСКА 1991 года. 1 декабря, в первую годовщину смерти Садырина, в Санкт-Петербурге на здании дома 73 на Московском проспекте, где в 1984—1993 годах жил Садырин, была установлена мемориальная доска, демонтированная 18 сентября 2005 года и заменённая на новую.
С 2007 года в Санкт-Петербурге проходит ежегодный любительский футбольный турнир «Кубок имени Садырина» с участием команд болельщиков «Зенита». 1 декабря 2011 года имя Павла Садырина было присвоено спортивному комплексу в городе Муравленко (Ямало-Ненецкий автономный округ), идею присвоения поддержал сын тренера Денис Садырин.
18 сентября 2012 года, в день 70-летия со дня рождения Павла Садырина, на стене дома № 73 на Московском проспекте была установлена новая мемориальная доска, а футбольный клуб «Зенит» предложил присвоить имя Садырина безымянной аллее, идущей от улицы Аккуратова до базы «Зенита» в Приморском районе. 8 октября 2012 года Топонимическая комиссия поддержала решение о переименовании аллеи; предложение присвоить имя Садырина дворцу спорта «Зенит» на улице Бутлерова осталось без рассмотрения, поскольку здание дворца принадлежало частным лицам, а собственники не изъявили желания переименовать дворец. 5 апреля 2013 года безымянной аллее в Приморском районе было официально присвоено имя Садырина.